# Флаг Новомосковска (Тульская область)
Флаг Новомоско́вска является официальным символом муниципального образования город Новомосковск Тульской области Российской Федерации, единства его территории, населения, прав и самоуправления.
Флаг муниципального образования город Новомосковск — опознавательно-правовой знак, составленный и употребляемый в соответствии с вексиллологическими правилами.

## История
Флаг утверждён 27 мая 2002 года, решением муниципального Совета города Новомосковска и Новомосковского района № 11-1, как флаг муниципального образования город Новомосковск и Новомосковский район. В 2005 году, муниципальное образование город Новомосковск и Новомосковский район Тульской области, было переименовано в муниципальное образование Новомосковский район. 13 июля 2006 года, решением Собрания представителей муниципального образования Новомосковский район № 19-7, положение о флаге муниципального образования города Новомосковск и Новомосковский район, стало положением о флаге муниципального образования Новомосковский район.
8 июля 2008 года, муниципальное образование город Новомосковск Новомосковского района, имевшее статус городского поселения, было преобразовано в муниципальное образование город Новомосковск Новомосковского района и наделено статусом городского округа.
14 октября 2008 года, все муниципальные образования входившие в состав Новомосковского района, были объединены с городским округом город Новомосковск Новомосковского района.
24 июля 2009 года, решением Собрания депутатов муниципального образования город Новомосковск № 25-17, решение № 11-1 было признано утратившим силу, и данный флаг стал флагом муниципального образования город Новомосковск.

## Описание
«Флаг представляет собой прямоугольное полотнище с соотношением ширины к длине равным 2:3, несущее фигуры герба муниципального образования город Новомосковск в жёлтом, белом и зелёном цветах».

## Символика
Красный цвет полотнища говорит о территориально-административной принадлежности муниципального образования к Тульской области.
Жёлтый молот символизирует развитую промышленность города Новомосковска.
Две белые скрещённые кирки, напоминают о том, что исторически основой экономического развития города и района послужила горнодобывающая отрасль (добыча бурого угля).
Внизу на трёх зелёных холмах, означающих самое возвышенное положение города Новомосковска на Среднерусской возвышенности, лежат две жёлтые амфоры, косвенно (наискось) опрокинутые навстречу друг другу, из которых изливаются белые струи, символизирующие истоки рек Дон и Шат и напоминающие об известной исторической легенде.